# Johannes Hendrikus Winkler
Johannes Hendrikus Winkler (Haarlem, 25 juli 1895 – Dordrecht, 23 november 1954) was een Nederlands politicus van de VDB. 
Hij werd geboren als zoon van Charles Louis Winkler (1861-1942; hoofd brievenbesteller) en Johanna Antonia Klop (1863-1940). Hij volgde een opleiding aan de Rijkskweekschool in Nijmegen en enkele jaren later behaalde hij zijn hoofdakte. Hij was onderwijzer in Varsseveld en Eindhoven en hoofdonderwijzer van scholen in onder andere Ammerstol en Wageningen. In 1938 werd Winkler benoemd tot burgemeester van de gemeenten Ammerstol en Bergambacht. Begin 1947 volgde zijn benoeming tot burgemeester van Sliedrecht. Ruim zeven jaar later kreeg Winkler een hartaanval. Twee dagen daarna overleed hij op 59-jarige leeftijd in het Diaconessenhuis te Dordrecht. 